# Советский район (Саратовская область)

Исполком Пушкинского Сельского Совета Фёдоровского района 17 января 1967 г. с 1 января район Советский, но печать ещё Фёдоровского.

Сове́тский райо́н — административно-территориальная единица (район) и муниципальное образование (муниципальный район) в Саратовской области России.
Административный центр — рабочий посёлок (посёлок городского типа) Степное.

## География
Расположен в степной зоне в центральной части Левобережья, в бассейне реки Большой Караман. Недра богаты нефтью и природным газом. Среднегодовое количество осадков составляет 355 мм. в год.
Район граничит с запада с Энгельсским районом, с севера с Марксовским районом, с востока с Фёдоровским районом, с юга с Краснокутским районом.
Протяжённость автодорог общего пользования с твёрдым покрытием — 137,6 км.

## История
Образован 7 сентября 1941 года как Мариентальский район в составе Саратовской области в результате ликвидации АССР немцев Поволжья и преобразования из Мариентальского кантона.
Указом Президиума Верховного Совета СССР от 19 мая 1942 года Мариентальский район Саратовской области был переименован в Советский район,а село Мариенталь переименовано в Советское..
Решением облисполкома Саратовской области от 23 декабря 1962 года район был расформирован и вошёл в состав Марксовского и Фёдоровского районов. 1 января 1967 года район образован вновь с теперешней территорией, после восстановления центр района был перенесен в п. Степное.

## Население
| 1989    | 2002    | 2009    | 2010    | 2011    | 2012    | 2013    |
| ------- | ------- | ------- | ------- | ------- | ------- | ------- |
| 28 945  | ↗30 195 | ↘28 286 | ↘28 012 | ↘27 966 | ↘27 768 | ↘27 385 |
| 2014    | 2015    | 2016    | 2017    | 2018    | 2019    | 2020    |
| ↘27 154 | ↘26 934 | ↘26 770 | ↘26 642 | ↘26 248 | ↘25 780 | ↘25 361 |
| 2021    |         |         |         |         |         |         |
| ↘24 775 |         |         |         |         |         |         |

### Урбанизация
В городских условиях (рабочие посёлки Пушкино, Советское и Степное) проживают  70,66 % населения района.

## Муниципально-территориальное устройство
В Советский муниципальный район входят 7 муниципальных образований, в том числе 3 городских поселения и 4 сельских поселения:
| №        | Муниципальное образование                | Административный центр    | Количество населённых пунктов | Население | Площадь, км2 |
| -------- | ---------------------------------------- | ------------------------- | ----------------------------- | --------- | ------------ |
| 1e-06    | Городские поселения:                     |                           |                               |           |              |
| 1        | Пушкинское муниципальное образование     | рабочий посёлок Пушкино   | 10                            | ↘4566     | 483,30       |
| 2        | Советское муниципальное образование      | рабочий посёлок Советское | 1                             | 3238      | 245,86       |
| 3        | Степновское муниципальное образование    | рабочий посёлок Степное   | 1                             | 12 047    | 128,63       |
| 3.000002 | Сельские поселения:                      |                           |                               |           |              |
| 4        | Золотостепское муниципальное образование | село Александровка        | 2                             | ↘1975     | 105,33       |
| 5        | Любимовское муниципальное образование    | село Любимово             | 3                             | ↘954      | 160,91       |
| 6        | Мечетненское муниципальное образование   | село Мечетное             | 1                             | ↘970      | 106,64       |
| 7        | Розовское муниципальное образование      | село Розовое              | 2                             | ↘1139     | 203,69       |

В рамках организации местного самоуправления в новообразованном муниципальном районе были созданы 3 городских и 6 сельских поселений к 1 января 2005 года. В 2018 году были упразднены Культурское и Наливнянское муниципальные образования (включены в Пушкинское).

## Населённые пункты
В Советском районе 20 населённых пунктов, в том числе 17 сельских и 3 городских (рабочих посёлка).
| №  | Населённый пункт | Тип                     | Население | Муниципальное образование |
| -- | ---------------- | ----------------------- | --------- | ------------------------- |
| 1  | Александровка    | село                    | ↘1113     | Золотостепское            |
| 2  | Белополье        | село                    | ↘125      | Любимовское               |
| 3  | Золотая Степь    | село                    | ↗1313     | Золотостепское            |
| 4  | Зорино           | село                    | 4         | Пушкинское                |
| 5  | Зорино           | железнодорожная станция | 2         | Пушкинское                |
| 6  | Кобзаревский     | железнодорожный разъезд | 7         | Пушкинское                |
| 7  | Лебедево         | село                    | 5         | Пушкинское                |
| 8  | Любимово         | село                    | ↘1043     | Любимовское               |
| 9  | Мечетное         | село                    | ↘970      | Мечетненское              |
| 10 | Наливная         | железнодорожная станция | ↘425      | Пушкинское                |
| 11 | Новоантоновка    | село                    | ↗309      | Пушкинское                |
| 12 | Новокривовка     | село                    | ↘1101     | Пушкинское                |
| 13 | Новолиповка      | село                    | ↘168      | Пушкинское                |
| 14 | Пионерское       | село                    | ↗681      | Пушкинское                |
| 15 | Пушкино          | рабочий посёлок         | ↗2334     | Пушкинское                |
| 16 | Розовое          | село                    | ↘1458     | Розовское                 |
| 17 | Советское        | рабочий посёлок         | ↘2816     | Советское                 |
| 18 | Степное          | рабочий посёлок         | ↗12 355   | Степновское               |
| 19 | Урожайный        | село                    | ↘2        | Розовское                 |
| 20 | Чкалово          | село                    | ↘0        | Любимовское               |

Упразднённые населённые пункты:
- 1996 год — села Крутояровка и Суслы.

## Экономика
Основное направление экономики — нефтегазодобыча. Создано 7 нефтяных и строительных организаций, в том числе крупнейшее в Европе хранилище газа с общим объёмом 8 млн м³. На территории района находится важный узел магистральных газопроводов России.
Сельское хозяйство района производит высококачественное зерно, в том числе просо, подсолнечник, овощи, кормовые культуры, разнообразную животноводческую продукцию.

## Транспорт
Через территорию района проходит железнодорожная линия Анисовка — Ершов Приволжской железной дороги. На территории района расположены станции Золотая Степь, Наливная, Урбах. От станции Урбах начинается Астраханская линия Приволжской дороги, ведущая через Красный Кут и Верхний Баскунчак к Астрахани и далее в Дагестан. На этой линии в пределах территории района расположен разъезд Кобзаревский.

## Достопримечательности
В районе 22 памятника деревянных и каменных строений немецкой архитектуры.
Среди достопримечательностей — сусловский курганный могильник (близ села Суслы). В 70 раскопанных здесь курганов погребения всех четырёх этапов развития культуры сарматов степного Поволжья.